# Forces d'Autodefensa (Rojava)
Les Forces d'Autodefensa (kurd: Hêzên Xweparastinê; abreujat HXP; àrab: قوات الحماية الذاتية, Quwāt al-Ḥimāya aḏ-Ḏātiyya; siríac: ܓܘܫܡܐ ܕܣܘܝܥܐ ܘܣܘܬܪܐ ܝܬܝܐ) és una milícia territorial d'autodefensa multi-ètnica que actua a Rojava. Les HXP són les primeres forces que implementen el servei militar a Rojava.

## Nom i traducció
El nom oficial de les HXP en kurd és Hêzên Xweparastinê. No obstant això, en l'emblema de les forces del Cantó d'Afrin, apareix el nom «Hêza Parastina Xweser» utilitzat només en aquest cantó. A més a més, algun mitjà de comunicació kurd ha utilitzat també «Erka Xweparastinê» per a referir-s'hi.
La traducció catalana literal és Forces d'Autodefensa. Així mateix, però, podria utilitzar-se la traducció Força de Protecció Autònoma, abreujat FPA, però aquesta fórmula pot causar confusió a causa del seu poc ús.

## Reclutament, formació i servei

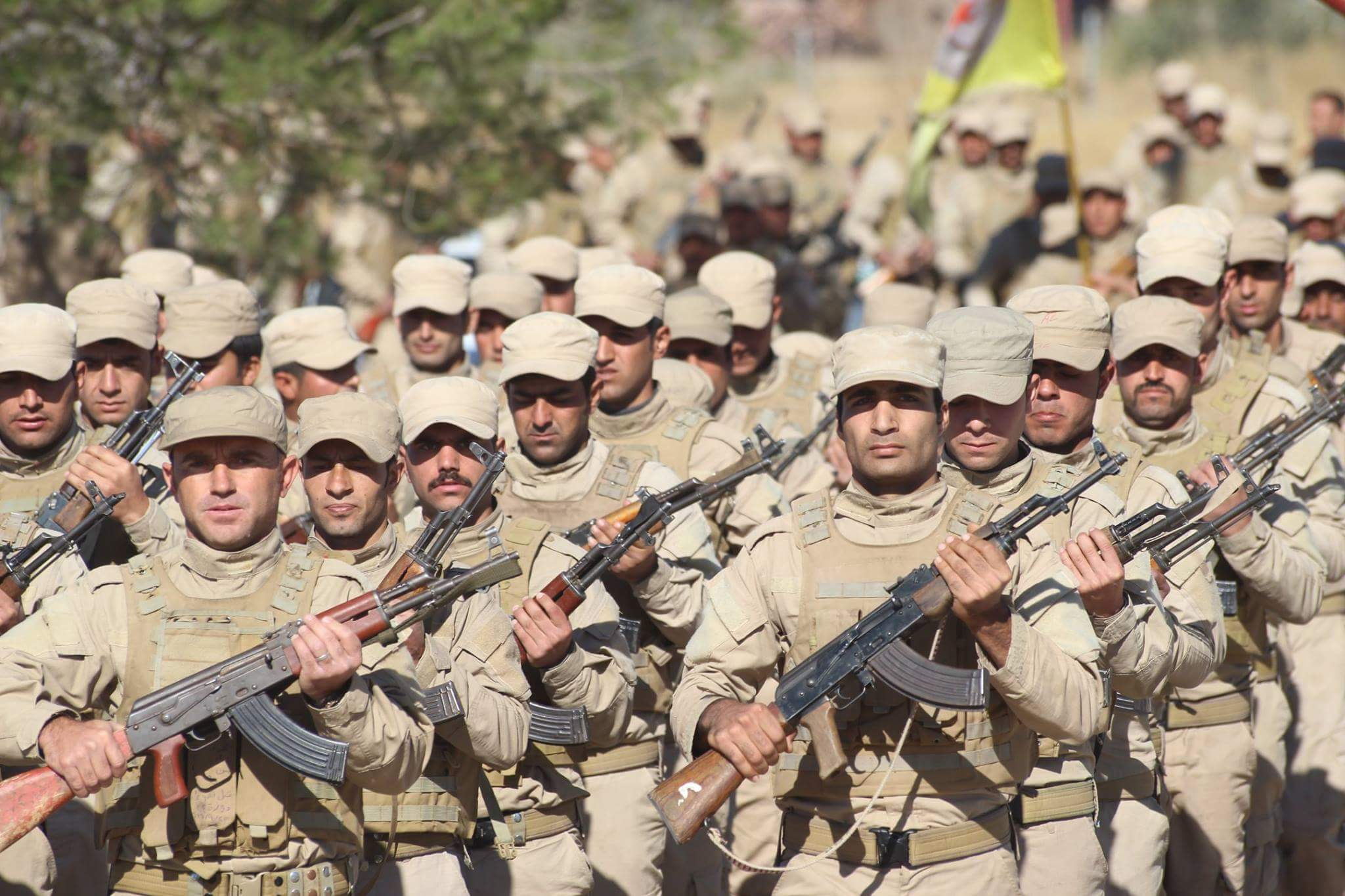
Combatents de les HXP.

Les veus més crítiques amb la creació d'aquestes forces posen de manifest que no es pot obligar a la gent a realitzar el servei militar, perquè implica involuntarietat i, en molts casos, la fugida del territori. Per defensar-se de tals acusacions, un oficial va sentenciar que ningú obligarà a participar en el front a cap persona que no ho desitge, és una formació i posteriorment "cada persona decidirà allistar-se a les YPG per controlar els checkpoints de les zones ja alliberades" o, per contra, "marxa a casa". 
La creació i el servei militar de l'HXP s'emparen legalment amb les lleis del deure d'autodefensa (kurd: Erka Xweparastinê) al diferents cantons de Rojava, aprovat per les diferents Assemblees Legislatives (kurd: Meclîsa Zagonsaz) de cada cantó. Segons la llei, el Consell de Defensa (kurd: Desteya Parastin) de cada cantó s'obrirà un centre del deure d'autodefensa (kurd: Navenda Erka Xweparastinê) per registrar-se i reclutar.
La introducció del servei militar ha causat tensions a Rojava. Diverses persones han decidit fugir de diferents maneres, desplaçant-se a l'Iraq o a Turquia, per exemple, fins i tot directament no registrant-se als centre del deure d'autodefensa. El fet de ser obligatori ha portat a les Asayish a ordenar la detenció de les persones amb intencions de no realitzar el servei militar, per posteriorment obligar-les a inscriure's. El Consell Nacional Kurd, el principal partit opositor a Rojava, ha criticat durament la instauració d'aquest sistema.
Els reclutes són entrenats per les YPG en campaments. La formació té una durada aproximada d'entre 45 dies, tot i que en els seus inicis la duració variava segons el cantó en el que es realitzés (30 dies a Afrin o 40 a Cizîrê). La formació inclou tàctica i estructura militar, ideologia i tracte amb civils. Després d'entrenar, els reclutes poden començar el servei amb les HXP.

## Història als diferents cantons

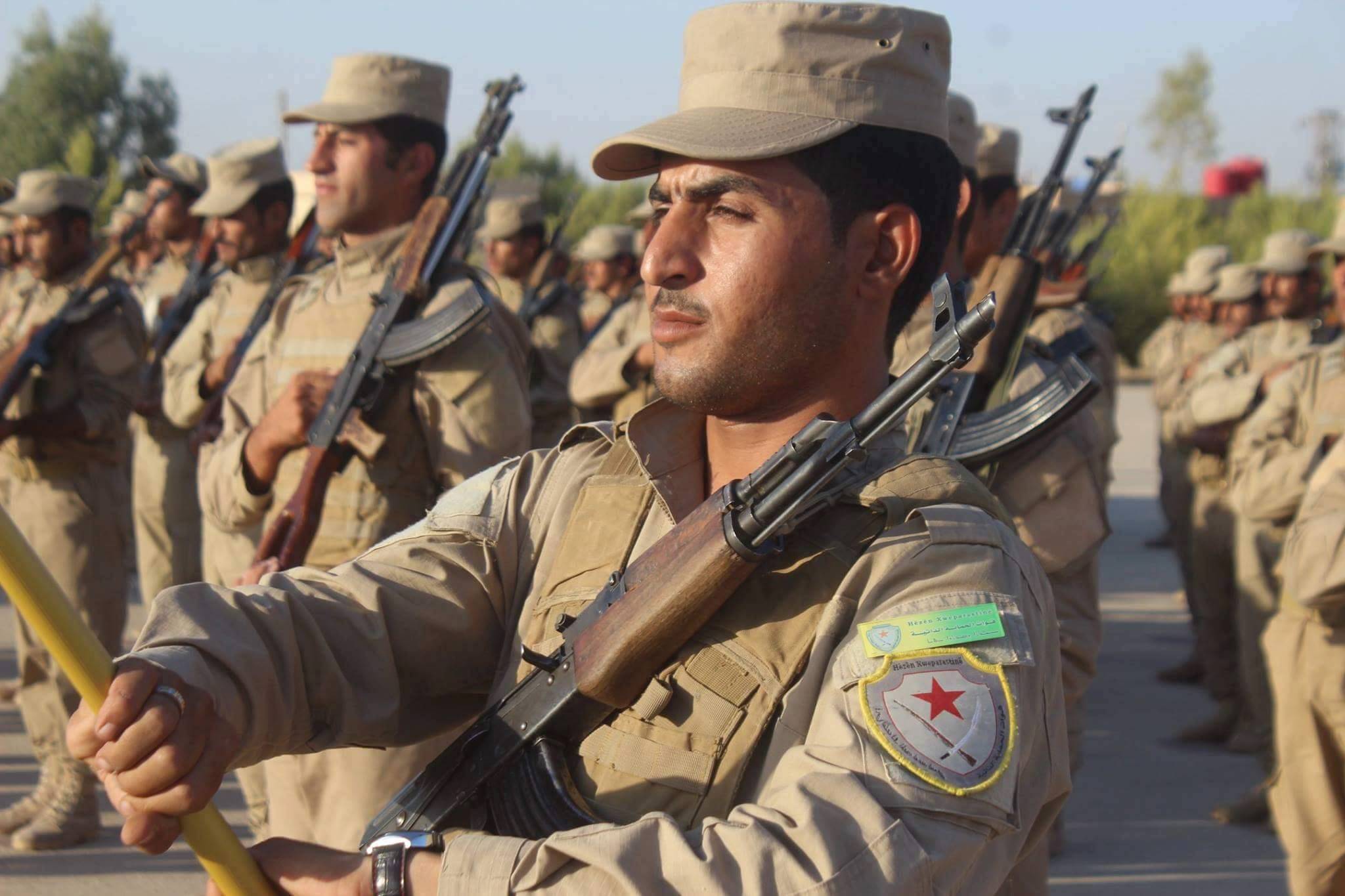
HXP al Cantó d'Afrin.

Les HXP es van formar inicialment al Cantó de Cizîrê, aprovant la llei sobre el servei militar el 13 de juliol de 2014. El primer reclutament va realitzar-se l'11 d'octubre d'aquell mateix any i va servir com a base de les forces d'autodefensa. Després de 40 dies, els reclutes es van graduar el 20 de novembre de 2014.
Pel que fa al Cantó d'Afrin, la llei va ser aprobada el 19 maig 2015, amb la conseqüent obertura del centre d'entrenament el 4 juny. Després d'un mes d'entrenament, el primer grup va graduar-se el 5 de juliol.
Finalment, pel que fa al Cantó de Kobanî l'obertura del centre i l'aprovació de la llei no va ser fins al 4 de juny de 2016. Es creu, segons algunes fonts, que el Cantó podria haver intentat introduir el servei militar alhora que ho va fer el Cantó de Cizîrê, però per raons desconegudes no va poder-se realitzar. El primer grup de tropes en graduar-se va acabar l'entrenament el 25 de juliol de 2016.
Les HXP tenen també una unitat de forces especial.

## Unitats de Disciplina Militar
Les HXP van fundar les Unitats de Disciplina Militar (kurd: Yekîneyên Disiplîna Leşkerî; àrab: وحدات الانضباط العسكري, Waḥdāt al-Inḍibāṭ al-ʿAskarī; siríac: ܚܕܘܬܐ ܕܣܘܕܪܐ ܓܝܣܝܐ) el juliol de 2015. La tasca principal d'aquesta força és assegurar disciplina militar, impedir el contraban d'armes i protegir edificis militars.